# Braziliaanse beker (mannenvolleybal)
De Braziliaanse beker (in het Portugees volledig: Copa Brasil de Voleibol Masculino) is het bekertoernooi voor mannenvolleybalteams in Brazilië. Het toernooi wordt georganiseerd door de nationale bond. Het werd in 2007 eenmalig met vier teams als vriendschappelijk toernooi gehouden. In 2014 keerde de competitie in veranderde vorm terug, waarbij de acht beste teams uit de Superliga via een knockoutsysteem om de beker spelen. Het aantal deelnemende ploegen varieerde over de jaren van zeven tot tien. Regerend en tevens recordkampioen met zes titels is Sada Cruzeiro Vôlei uit de deelstaat Minas Gerais.

## Resultaten

### Winnaars
| Copa Brasi de Voleibol | Copa Brasi de Voleibol | Copa Brasi de Voleibol | Copa Brasi de Voleibol | Copa Brasi de Voleibol |
| Jaar                   | Plaats                 | Kampioen               | Vice-kampioen          | Derde plaats           |
| ---------------------- | ---------------------- | ---------------------- | ---------------------- | ---------------------- |
| 2007                   | Joinville              | Climed EC              | Minas TC               | Sada Cruzeiro          |
| 2014                   | Maringá                | Sada Cruzeiro          | SESI-SP                | Brasil VC              |
| 2015                   | Campinas               | Vôlei Taubaté          | Brasil VC              | Minas TC               |
| 2016                   | Campinas               | Sada Cruzeiro          | Brasil VC              | SESI-SP                |
| 2017                   | Campinas               | Vôlei Taubaté          | SESI-SP                | Sada Cruzeiro          |
| 2018                   | São Paulo              | Sada Cruzeiro          | SESI-SP                | SESC-RJ                |
| 2019                   | Lages                  | Sada Cruzeiro          | Minas TC               | Vôlei Taubaté          |
| 2020                   | Jaraguá do Sul         | Sada Cruzeiro          | SESI-SP                | Vôlei Taubaté          |
| 2021                   | Saquarema              | Sada Cruzeiro          | Vôlei Taubaté          | Brasil VC              |

### Titels per club
| Club          | Goud | Zilver | Brons |
| ------------- | ---- | ------ | ----- |
| Sada Cruzeiro | 6    | 0      | 2     |
| Vôlei Taubaté | 2    | 1      | 2     |
| Climed EC     | 1    | 0      | 0     |
| SESI-SP       | 0    | 4      | 1     |
| Brasil VC     | 0    | 2      | 2     |
| Minas TC      | 0    | 2      | 1     |
| SESC-RJ       | 0    | 0      | 1     |

### Titels per staat
| Staat          | Goud | Zilver | Brons |
| -------------- | ---- | ------ | ----- |
| Minas Gerais   | 6    | 2      | 3     |
| São Paulo      | 2    | 7      | 5     |
| Santa Catarina | 1    | 0      | 0     |
| Rio de Janeiro | 0    | 0      | 1     |